# Pasarela Léopold Sédar Senghor
La pasarela Léopold Sédar Senghor (anteriormente llamada pasarela Solférino o  puente Solférino) es un puente peatonal francés sobre el río Sena que une el VII Distrito de París con el Primer Distrito de la ciudad.
En 1999, quedó incluido dentro de la delimitación del ámbito de Riberas del Sena en París, bien declarado patrimonio de la Humanidad por la Unesco.

## Historia
El primer puente que se recuerda en la zona se inauguró en 1861 por Napoleon III. Era un puente de hierro fundido construido por los mismos ingenieros que realizaron el Puente de los Inválidos. La obra recibió inicialmente el nombre de Puente de Solférino recordando la batalla de Solferino. Dañado por el impacto de diversos barcos en su estructura el puente es demolido y sustituido por una pasarela peatonal en 1961. En 1992 es demolida por segunda vez.
Vuelve a ser reconstruida entre 1997 y 1999 bajo la dirección del arquitecto Marc Mimram quién sería premiado con la Équerre d'argent (escuadra de plata) 1999 por su trabajo. El 9 de octubre de 2006 coincidiendo con el conmemoración del centenario del nacimiento del escritor Léopold Sédar Senghor la pasarela adopta su nombre.

## Descripción
La pasarela, de 106 metros de longitud, salva el río Sena con un único arco metálico. Está cubierta de madera exótica como el ipé. Una estructura de pilares de cemento enterrados a una profundidad de 15 metros obra de la empresa Eiffel dan solidez a la obra en sus dos extremos.

## Puente del Amor
Este puente es conocido popularmente como el Puente del Amor o el Puente de los Candados. Se ha importando de Roma la tradición del Puente Milvio de dejar un candado cerrado enganchado a la estructura con los nombres de los un enamorados escritos y lanzar las llaves al río Sena. Empezó en 2006 por imitación de la película Tengo ganas de ti que hizo esta costumbre muy popular.